# Sierob Grigorian
Sierob Grigorian (orm. Սերոբ Դավիթի Գրիգորյան; ros. Сероб Давидович Григорян; ur. 4 lutego 1995 we Władykaukazie) – ormiański piłkarz pochodzenia rosyjskiego występujący na pozycji lewego obrońcy w ormiańskim klubie Alaszkert Erywań oraz w reprezentacji Armenii.

## Kariera klubowa

### Krylja Sowietow Samara
1 stycznia 2013 podpisał kontrakt z rosyjską drużyną Krylja Sowietow Samara.

### Szirak Giumri
1 lipca 2014 został wysłany na półroczne wypożyczenie do ormiańskiego klubu Szirak Giumri. Zadebiutował 17 sierpnia 2014 w meczu Barcragujn chumb przeciwko Mika Erywań (1:0).

### Zenit Penza
17 sierpnia 2015 został wysłany na półroczne wypożyczenie do rosyjskiej drużyny Zenit Penza. Zadebiutował 31 sierpnia 2015 w meczu Wtoroj diwizion przeciwko Awangard Kursk (2:3).

### Piunik Erywań
4 lutego 2016 podpisał kontrakt z ormiańskim klubem Piunik Erywań. Zadebiutował 13 marca 2016 w meczu Barcragujn chumb przeciwko Ararat Erywań (1:2). W kwalifikacjach do Ligi Europy zadebiutował 30 czerwca 2016 w meczu przeciwko Europa FC (2:0). W sezonie 2016/17 jego zespół dotarł do finału Pucharu Armenii, w którym przegrał z Szirak Giumri (0:3). W sezonie 2018/19 jego zespół zajął drugie miejsce w tabeli zdobywając wicemistrzostwo Armenii.

## Kariera reprezentacyjna

### Armenia U-19
W 2013 roku otrzymał powołanie do reprezentacji Armenii U-19. Zadebiutował 10 października 2013 w meczu towarzyskim przeciwko reprezentacji Rumunii U-19 (1:1).

### Armenia U-21
W 2016 roku otrzymał powołanie do reprezentacji Armenii U-21. Zadebiutował 6 września 2016 w meczu eliminacji do Mistrzostw Europy U-21 2017 przeciwko reprezentacji Bułgarii U-21 (0:1).

### Armenia
W 2020 roku otrzymał powołanie do reprezentacji Armenii. Zadebiutował 5 września 2020 w meczu Ligi Narodów UEFA przeciwko reprezentacji Macedonii Północnej (2:1).

## Statystyki

### Klubowe
(aktualne na dzień 19 grudnia 2020)
| Klub               | Sezon              | Liga               | Liga  | Liga   | Puchar kraju | Puchar kraju | Europa | Europa | Suma  | Suma   |
| Klub               | Sezon              | Liga               | Mecze | Bramki | Mecze        | Bramki       | Mecze  | Bramki | Mecze | Bramki |
| ------------------ | ------------------ | ------------------ | ----- | ------ | ------------ | ------------ | ------ | ------ | ----- | ------ |
| Szirak Giumri      | 2014/15            | Barcragujn chumb   | 12    | 0      | 2            | 0            | 0      | 0      | 14    | 0      |
| Szirak Giumri      | Ogólnie            | Ogólnie            | 12    | 0      | 2            | 0            | 0      | 0      | 14    | 0      |
| Zenit Penza        | 2015/16            | Wtoroj diwizion    | 1     | 0      | 0            | 0            | –      | –      | 1     | 0      |
| Zenit Penza        | Ogólnie            | Ogólnie            | 1     | 0      | 0            | 0            | 0      | 0      | 1     | 0      |
| Piunik Erywań      | 2015/16            | Barcragujn chumb   | 6     | 0      | 0            | 0            | 0      | 0      | 6     | 0      |
| Piunik Erywań      | 2016/17            | Barcragujn chumb   | 28    | 0      | 5            | 0            | 1      | 0      | 34    | 0      |
| Piunik Erywań      | 2017/18            | Barcragujn chumb   | 23    | 0      | 2            | 0            | 2      | 0      | 27    | 0      |
| Piunik Erywań      | 2018/19            | Barcragujn chumb   | 9     | 0      | 1            | 0            | 6      | 0      | 16    | 0      |
| Piunik Erywań      | 2019/20            | Barcragujn chumb   | 16    | 0      | 1            | 0            | 0      | 0      | 17    | 0      |
| Piunik Erywań      | 2020/21            | Barcragujn chumb   | 10    | 0      | 1            | 0            | –      | –      | 11    | 0      |
| Piunik Erywań      | Ogólnie            | Ogólnie            | 92    | 0      | 10           | 0            | 9      | 0      | 111   | 0      |
| Ogólnie w karierze | Ogólnie w karierze | Ogólnie w karierze | 105   | 0      | 12           | 0            | 9      | 0      | 126   | 0      |

### Reprezentacyjne
(aktualne na dzień 19 grudnia 2020)
| Reprezentacja | Rok     | Mecze | Bramki |
| ------------- | ------- | ----- | ------ |
| Armenia U-19  |         |       |        |
| 2013          | 3       | 0     |        |
| Ogólnie       | Ogólnie | 3     | 0      |
| Armenia U-21  |         |       |        |
| 2016          | 2       | 0     |        |
| Ogólnie       | Ogólnie | 2     | 0      |
| Armenia       |         |       |        |
| 2020          | 4       | 0     |        |
| Ogólnie       | Ogólnie | 4     | 0      |

| Mecze i gole w reprezentacji | Mecze i gole w reprezentacji | Mecze i gole w reprezentacji | Mecze i gole w reprezentacji | Mecze i gole w reprezentacji | Mecze i gole w reprezentacji | Mecze i gole w reprezentacji | Mecze i gole w reprezentacji |
| Armenia U-19                 | Armenia U-19                 | Armenia U-19                 | Armenia U-19                 | Armenia U-19                 | Armenia U-19                 | Armenia U-19                 | Armenia U-19                 |
| Lp.                          | Data                         | Miejsce                      | Gospodarz                    | Gość                         | Wynik                        | Gol                          | Rozgrywki                    |
| ---------------------------- | ---------------------------- | ---------------------------- | ---------------------------- | ---------------------------- | ---------------------------- | ---------------------------- | ---------------------------- |
| 1.                           | 10.10.2013                   | Inowrocław                   | Rumunia U-19                 | Armenia U-19                 | 1:1                          |                              | Mecz towarzyski              |
| 2.                           | 12.10.2013                   | Tuchola                      | Polska U-19                  | Armenia U-19                 | 0:1                          |                              | Mecz towarzyski              |
| 3.                           | 15.10.2013                   | Tuchola                      | Litwa U-19                   | Armenia U-19                 | 1:0                          |                              | Mecz towarzyski              |
| Armenia U-21                 |                              |                              |                              |                              |                              |                              |                              |
| Lp.                          | Data                         | Miejsce                      | Gospodarz                    | Gość                         | Wynik                        | Gol                          | Rozgrywki                    |
| 1.                           | 06.09.2016                   | Erywań                       | Armenia U-21                 | Bułgaria U-21                | 0:1                          |                              | el. ME U-21 2017             |
| 2.                           | 07.10.2016                   | Esch-sur-Alzette             | Luksemburg U-21              | Armenia U-21                 | 1:0                          |                              | el. ME U-21 2017             |
| Armenia                      |                              |                              |                              |                              |                              |                              |                              |
| Lp.                          | Data                         | Miejsce                      | Gospodarz                    | Gość                         | Wynik                        | Gol                          | Rozgrywki                    |
| 1.                           | 05.09.2020                   | Skopje                       | Macedonia Północna           | Armenia                      | 2:1                          |                              | Liga Narodów UEFA            |
| 2.                           | 14.10.2020                   | Tallinn                      | Estonia                      | Armenia                      | 1:1                          |                              | Liga Narodów UEFA            |
| 3.                           | 15.11.2020                   | Tbilisi                      | Gruzja                       | Armenia                      | 1:2                          |                              | Liga Narodów UEFA            |
| 4.                           | 18.11.2020                   | Erywań                       | Armenia                      | Macedonia Północna           | 1:0                          |                              | Liga Narodów UEFA            |

## Sukcesy

### Piunik Erywań
- Wicemistrzostwo Armenii (1×): 2018/2019